# Platypygus
Platypygus is een geslacht van vliegen uit de familie van de Mythicomyiidae. De wetenschappelijke naam van het geslacht werd voor het eerst geldig gepubliceerd door Loew in 1844.